# Andro Knego
Andro Knego, född 21 oktober 1956 i Dubrovnik, Kroatien (dåvarande Jugoslavien), är en kroatisk basketspelare och  jugoslavisk representant som tog tog OS-brons 1984 i Los Angeles. Detta var Jugoslaviens tredje medalj i rad i basket vid olympiska sommarspelen. Han var även med och tog tog OS-guld fyra år tidigare i Moskva och silver 1976 i Montréal.

## Klubbhistorik
- 1977-1985 Cibona Zagreb
- 1985-1986 Caja Madrid
- 1986-1987 Cibona Zagreb
- 1987-1990  Montecatini
- 1990-1992  Cibona Zagreb
- 1996-1997  WBC Wels